# 甘神さんちの縁結び
『甘神さんちの縁結び』（あまがみさんちのえんむすび）は、内藤マーシーによる日本の漫画作品。『週刊少年マガジン』（講談社）にて2021年1号に読み切り作品として掲載後、好評を博したことから連載化が決定し、同年21号より連載中。京都が舞台となっている。
作品キャッチコピーは「巫女×三姉妹×一つ屋根の下の絶対正義ラブコメ!!」。作中では神様が起こす超常現象が絡むエピソードもあるため、作品公式Xアカウントのプロフィール文では「巫女三姉妹と紡ぐ神秘的SF(すこし不思議)ラブコメ」と表現している。
2025年7月時点で、コミックスの累計部数は190万部を突破している。
メディアミックスとして、2024年10月から2025年3月までテレビアニメが放送された。

## あらすじ
幼少期に母親を亡くした上終瓜生は、天涯孤独の身となって親戚をたらい回しにされてきた。そんな最中、遠縁にあたる甘神神社へ居候することになり、宮司である甘神千鳥に「孫娘たちの誰かと結婚し、婿養子になれ」と言いつけられた。

## 登場人物
担当声優は、ボイスコミック版 / 2021年PV / 2022年PV / テレビアニメ版の順に記載する。特記事項がない場合はテレビアニメ版のみとする。

### 甘神神社
上終 瓜生（かみはて うりゅう）
声 - 服部想之介 / なし / 今井文也 / 鈴木崚汰、杉山里穂（幼少期）
本作の主人公。高校2年生、17歳。身長175cm。誕生日は1月21日。血液型はA型。
要領のいい勤勉家だが、ナルシストで減らず口を叩く無神論者。医師になるべく京都大学の医学部を志望している。学業優秀なうえに手先も器用であり、家事全般のスキルや子供の扱いに長けている（三姉妹曰く「多芸」）。かなり整った容姿をしているが、色恋沙汰に疎くて免疫も薄い。
幼少期に母親を亡くして以降、親戚をたらい回しにされた挙句、児童養護施設「きせき園」に預けられる。その後、年齢制限により卒園が迫られていた中、遠縁にあたる甘神神社へ引き取られ、三姉妹の婿候補となる（ただし、本人は一貫して乗り気ではない）。
転校後、奇しくも夕奈とクラスメイトになってしまう。
甘神 夜重（あまがみ やえ）
声 - 辻美優 / 茅野愛衣 / 上田麗奈 / 上坂すみれ
本作におけるヒロインの1人、長女。大学2年生、20歳。身長167cm。誕生日は10月15日。血液型はB型。
黒髪のロングヘアと人並み外れたグラマラスボディが特徴。天然ボケかつ非常にマイペースな性格。妙に子供っぽい面が目立つものの、ときどき瓜生をからかうような発言をする。
美術大学に通っており、油絵を専攻している。武術の心得があり、チンピラを一蹴するほど腕が立つ。
本名は一乗寺 澪子（いちじょうじ れいこ）。家の方針により厳しく育てられていたが、自由がない生活に耐えられなくなり、勘当されて甘神神社に引き取られた過去がある。
甘神 夕奈（あまがみ ゆな）
声 - 辻美優 / 雨宮天 / 高橋李依 / 本渡楓
本作におけるヒロインの1人、次女。高校2年生、17歳。身長162cm。誕生日は7月11日。血液型はA型。
古風な男口調を用いる。学業不振であり、とりわけ英語が苦手。神社に対する思いが人一倍強く、巫女の仕事に誇りを持っている。猫が好き。
本名は鞍馬 撫子（くらま なでしこ）。甘神神社に来る前の記憶がない。
甘神 朝姫（あまがみ あさひ）
声 - 辻美優 / 佐倉綾音 / 竹達彩奈 / 若山詩音
本作におけるヒロインの1人、三女。中学3年生、15歳。身長149cm。誕生日は4月8日。血液型はO型。
歯に衣着せぬ物言いをする毒舌家。一人称は「うち」。貧乳がコンプレックス。陸上部に所属しており、有望な長距離ランナー。重度の閉所恐怖症。実は陸上界を揺るがす美少女【薄明の走り姫】。
本名は清水 美雪（きよみず みゆき）。放浪癖のある母親が手紙を残して海外に旅立ち、父親もすぐに後を追い、甘神神社へ引き取られた経緯がある。それゆえに自分を放置した両親に対し、厳しい態度で接する。
甘神 千鳥（あまがみ ちどり）
声 - 服部想之介（ボイスコミック） / 島田敏（テレビアニメ）
本作の狂言回し。三姉妹の祖父にして宮司。
道徳を重んじる性格だが、狡猾で押しの強い面もある。瓜生を三姉妹のいずれかと結婚させ、婿養子にさせる。
甘神 千陽（あまがみ ちはる）
声 - 久川綾
三姉妹の義母。故人で元巫女。
数年前に亡くなっており、千陽が巫女を務めていた頃の神社は栄えていた。

#### 親族
一乗寺 丑織（いちじょうじ いおり）
声 - 井上喜久子
夜重の実母。京都の教育機関を統べる名家・一乗寺家の後継者として澪子（夜重）を厳しく育てていた。
清水 銀次（きよみず ぎんじ）
朝姫の実父。世界を股にかける国際ジャーナリスト。

### きせき園
山奥に建てられた児童養護施設であり、瓜生が生まれ育った場所。高校を卒業すると、同時に卒園するという決まりがある。
姉小路 舞昼（あねこうじ まひる）
声 - 水樹奈々
同施設の寮母兼専属医師。京都大学出身。誕生日は12月10日。
左目が隠れる金髪のショートカットと両耳に填めたピアスが特徴。男勝りでサバサバした性格。瓜生を甘神神社へ送った張本人。

### 月神神社
嵐山にある月読命を祭神とする神社。毎日5千人を超える参拝者と大勢の巫女がいる。
月神 宵深子（つきがみ よみこ）
声 - 堀江由衣
月神神社の禰宜を務める女性で、三姉妹に巫女の作法を指導した経緯から師匠と呼ばれている。優しく時には厳しい態度も見せるが、三姉妹にとっては母親のような存在で、瓜生からも「まるで親子」と評されている。
瓜生の周囲で起きている超常現象を認知しているかのように助言を行う。兎の仮面を所持し、狐面の女とも面識がある様子。

### その他
北白川 巳右衛門（きたしらかわ みえもん）
声 - 遊佐浩二
京都伝統産業組合を取り纏める北白川家の御仁。公家顔が特徴。
鶴山 白日（つるやま しらひ）
声 - 安済知佳
瓜生の幼馴染。きせき園出身で5年前に里親に引き取られている。
原作で登場したのは9巻からだが、アニメでは第2話で瓜生が三姉妹と共にきせき園に戻った際に舞昼と共に登場している。
梅ノ木みつ子
声 - 伊藤彩沙
実家が団子屋でお団子ヘアーが特徴の夕奈のマブダチ。あだ名は「おみっちゃん」。
団子屋は創業百年以上と思われる老舗で、かつては本店の他にも支店を出すほどの規模であったが、近年は客足が減っているようである。
竹田真
声 - 白石晴香
夜重の幼馴染で親友。
松ヶ崎花蓮
声 - 阿部菜摘子
松ヶ崎財閥のご令嬢で朝姫のクラスメイト。
狐面の女
声 - 久川綾
巫女姿で狐面を被った正体不明の人物。タイムスリップや入れ替わり、タイムリープといった超常現象を引き起こして瓜生と三姉妹の関係を進展させるが、その目的も不明。原作では超常現象が本格的に起こり始めてから姿を見せるようになったが、アニメでは第一話で既に登場している。アニメ最終話の彼女のセリフ字幕では「甘神様」と表記されている。
暗神様（くらがみさま）
声 - 沢海陽子
京都の山奥にある荒廃した「暗神神社」の神。その神社で祈れば願いが叶うという噂が都市伝説として広まっている。作中では狐面の女の仮面に似た意匠の鹿の仮面を付けた女性の姿で登場する。白日の祈りで、瓜生と三姉妹が知り合うことなく、彼女が瓜生と恋人になっている別世界を作り出した。

## コラボレートなど
2021年7月には吉岡公威の『てんぷる』とコラボレートし、『good!アフタヌーン』（同）8号ではコラボ漫画が掲載され、『週刊少年マガジン』33号ではコラボ企画が実施された。単行本第1巻が発売される直前には、カウントダウン動画が本作の公式Twitterで公開された。
2022年1月26日発売の『週刊少年マガジン』9号では、えなこ、伊織もえ、篠崎こころとコラボレート。えなこが夕奈、伊織が夜重、篠崎が朝姫の巫女姿の装いに扮したコラボグラビアを掲載。
叡山電鉄では、2023年の京都国際マンガ・アニメフェア（京まふ）と連携し、開幕日の同年9月16日から2024年2月25日まで、コラボポスターやデオ800形電車へのヘッドマーク掲出などのイベントが実施された。

## 書誌情報
- 内藤マーシー 『甘神さんちの縁結び』 講談社〈講談社コミックス〉、既刊21巻（2025年8月12日現在）
  1. 2021年7月16日発売[18][19]、ISBN 978-4-06-524041-0
  2. 2021年9月17日発売[20]、ISBN 978-4-06-524831-7
  3. 2021年11月17日発売[21]、ISBN 978-4-06-525934-4
  4. 2022年2月17日発売[22]、ISBN 978-4-06-526899-5
  5. 2022年5月17日発売[23]、ISBN 978-4-06-527924-3
  6. 2022年7月15日発売[24]、ISBN 978-4-06-528496-4
  7. 2022年9月16日発売[25]、ISBN 978-4-06-529127-6
  8. 2022年12月16日発売[26]、ISBN 978-4-06-529935-7
  9. 2023年3月16日発売[27]、ISBN 978-4-06-530972-8
  10. 2023年5月17日発売[28]、ISBN 978-4-06-531607-8
  11. 2023年7月14日発売[29]、ISBN 978-4-06-532190-4
  12. 2023年10月17日発売[30]、ISBN 978-4-06-532894-1
  13. 2023年12月15日発売[31]、ISBN 978-4-06-533897-1
  14. 2024年3月15日発売[32]、ISBN 978-4-06-534878-9
  15. 2024年6月17日発売[33]、ISBN 978-4-06-535785-9
  16. 2024年8月16日発売[34]、ISBN 978-4-06-536522-9
  17. 2024年10月17日発売[35]、ISBN 978-4-06-537132-9
  18. 2025年1月17日発売[36]、ISBN 978-4-06-538067-3
  19. 2025年3月17日発売[37]、ISBN 978-4-06-538712-2
  20. 2025年6月17日発売[38]、ISBN 978-4-06-539765-7
  21. 2025年8月12日発売[39]、ISBN 978-4-06-540369-3

## テレビアニメ
2023年4月21日、本作の連載2周年と作者の内藤の誕生日を記念した配信番組にて、テレビアニメ化が発表された。2024年10月から2025年3月まで、テレビ東京系列ほかにて連続2クールで放送された。

### スタッフ
- 原作 - 内藤マーシー[41]
- 監督 - 安部祐二郎[41]
- 副監督 - わたなべひろし[41]
- シリーズ構成・脚本 - 蒼樹靖子[41]
- キャラクターデザイン - 飯塚晴子[41]
- サブキャラクターデザイン - 本吉晃子
- プロップデザイン - 岩畑剛一、八木澤修平
- 美術監督 - 山梨絵里[42]
- 美術設定 - 友野加世子[42]、乗末美穂[42]、大久保修一[42]
- 色彩設計 - 吉田隼人[42]
- 撮影監督 - 衛藤英毅[42]
- 編集 - 木村佳史子[42]
- 音響監督 - 山口貴之[10]
- 音響制作 - HALF H・P STUDIO
- 音楽 - 川﨑龍[10]、狐野智之[10]
- 音楽プロデューサー - 諏訪豊、あさのかつひこ
- 音楽制作 - キングレコード
- プロデューサー - 鈴木廉太、立花耕、黒須信彦、宮腰徹、小澤文啓、嶋崎英郎
- ラインプロデューサー - 坂本大地
- アニメーション制作・音楽制作 - ドライブ[41]
- 製作 - 「甘神さんちの縁結び」製作委員会

### 主題歌
「やわく恋して～ずっと僕らでいられますように～」
ももいろクローバーZによる第1クールのオープニングテーマ。作詞は大槻ケンヂ、作曲はNARASAKI。
「Pray Pray Pray」
甘神三姉妹による第2クールのオープニングテーマ。作詞・作曲・編曲は清竜人。
「君に恋を結んで」
甘神三姉妹による第1クールのエンディングテーマ。作詞は真崎エリカ、作曲は本多友紀、編曲は水野谷怜。
「神様の言うとーり！」
≠MEによる第2クールのエンディングテーマ。作詞は指原莉乃、作曲・編曲は齋藤奏太。

### 各話リスト
| 話数       | サブタイトル           | コンテ                  | 演出                      | 作画監督 | 総作画監督                                         | 初放送日       |
| ---------- | ---------------------- | ----------------------- | ------------------------- | --- | -------------------------------------------------- | -------------- |
| 第一話     | 奇跡の始まり           | 安部祐二郎              | 安川央里                  | 重松しんいち 山村俊了 亀田朋幸 西川真人 阿部祐輔 | 飯塚晴子 大久保義之 青野厚司                       | 2024年 10月2日 |
| 第二話     | 白昼と鶴               | わたなべひろし          | 萬願寺千華                | 清水勝祐 西川真人 飯飼一幸 柳野龍男 阿肆 Winchester 鉄盆醤鴨 張玮明                                                                                                | 飯塚晴子 天﨑まなむ                                | 10月9日        |
| 第三話     | 神様との逢瀬           | わたなべひろし          | 渡辺正彦                  | 山村俊了 aXisRae 本田創一 上西麻耶 | 飯塚晴子 牛ノ濱由惟 北村友幸 八木澤修平            | 10月16日       |
| 第四話     | 甘神神社例大祭〜繋〜   | 渡辺有紀                | 渡辺有紀                  | 安達祐輔 重松しんいち 亀田朋幸 陳凱馳 彩虹暴龍 鉄盆醤鴨 Winchester 阿肆 王火龙 張玮明 Ango                                                                         | 飯塚晴子 大久保義之 青野厚司 中山和子              | 10月23日       |
| 第五話     | 甘神神社例大祭〜咲〜   | 斎藤哲人                | 渡辺正彦                  | 山村俊了 飯飼一幸 清水勝祐 西川真人 陳凱馳 阿肆 鉄盆醤鴨 zeen Ango 王火龙                                                                                          | 野田康行                                           | 10月30日       |
| 第六話     | 朝から夜にかけて       | わたなべひろし          | 菱川直樹                  | 本田敬一 CJT 李杰 | 北村友幸 八木澤修平 牛ノ濱由惟                     | 11月6日        |
| 第七話     | 夢と月と夢〜朔〜       | まつもとよしひさ        | まつもとよしひさ 門田英彦 | 上西麻耶 安達祐輔 重松しんいち 亀田朋幸 陳凱馳 彩虹暴龍 鉄盆醤鴨 Winchester 阿肆 zeen Ango 王火龙 劉劍 陈娇娇 徐延文                                               | 天﨑まなむ 中山和子                                | 11月13日       |
| 第八話     | 夢と月と夢〜弦〜       | 吉田英俊                | 神谷マキ                  | 鎌田耕一 森悦人 扇多恵子 松下清志 池田竜也 田中好浩 木下由美子 天﨑まなむ 安達祐輔 aXisRae                                                                         | 西田美弥子 青野厚司                                | 11月20日       |
| 第九話     | 夢と月と夢〜望〜       | 斎藤哲人                | 萬願寺千華                | 重藤聡太 本田創一 山村俊了 重松しんいち 阿肆 鉄盆醤鴨 Ango 袁琳 陈娇娇 徐延文                                                                                      | 牛ノ濱由惟 北村友幸 八木澤修平                     | 11月27日       |
| 第十話     | 衣替え・心替え         | ボブ白旗                | 安川央里                  | 陳凱馳 阿肆 ZEEN 王力 鉄盆醤鴨 王火龙 唐書強 西川真人 清水勝祐 飯飼一幸 上西麻耶 育松アニメーション制作有限会社                                                    | 飯塚晴子 野田康行                                  | 12月4日        |
| 第十一話   | 夜ふかしの正体〜序〜   | まつもとよしひさ        | 門田英彦 まつもとよしひさ | 重松しんいち 亀田朋幸 安達祐輔 上西麻耶 aXisRae 育松动画只有有限公司                                                                                               | 天﨑まなむ 中山和子 飯塚晴子                       | 12月11日       |
| 第十二話   | 夜ふかしの正体〜縁〜   | 松園公                  | 岩田みづき                | 石塚理央 関口雅治 趙小川 徐超 陳玲玲 蒋海華 渡辺千尋 中村咲智 牧原加奈 キムギョンミン 沖見茉由子 永留あい 重谷れもん 朴そよん 胡云濤 廖霏 楊鎮宇 王瑞浩 佐々木美穂 | 西田美弥子 青野厚司                                | 12月18日       |
| 第十三話   | 夜ふかしの正体〜恋〜   | ボブ白旗                | 渡辺正彦                  | 重藤聡太 本田創一 Mixemirai Henry Kuan 陳凱馳 阿肆 ZEEN Ango 王力 鉄盆醤鴨 Winchester 王火龙                                                                       | 飯塚晴子 牛ノ濱由惟 北村友幸 八木澤修平            | 12月25日       |
| 第十四話   | 願いをのせた天秤〜廻〜 | 佐沼ケン                | 佐沼ケン                  | 森川侑紀 ゾンテン 堀ほのか 後藤玲奈 SAI 今門卓也 | 天﨑まなむ 八木澤修平                              | 2025年 1月15日 |
| 第十五話   | 願いをのせた天秤〜戻〜 | 斎藤哲人                | -                         | 飯飼一幸 南伸一郎 服部益美 鎌田耕一 | 野田康行                                           | 1月22日        |
| 第十六話   | 願いをのせた天秤〜進〜 | 松園公                  | 安川央里                  | 安達祐輔 西川真人 山村俊了 飯飼一幸 清水勝祐 | 西田美弥子 青野厚司 中山和子                       | 1月29日        |
| 第十七話   | 送り火と神様との契り   | わたなべひろし ボブ白旗 | 渡辺正彦                  | 重藤聡太 本田創一 藤田正幸 aXisRae 山村俊了 Triple A Mixemirai | 野田康行 八木澤修平                                | 2月5日         |
| 第十八話   | 撫子のかくれんぼ〜換〜 | 望月智充                | 吉田俊司                  | 上西麻耶 亀田朋幸 重松しんいち aXisRae 陳凱馳 阿肆 Ango 王火龙 | 牛ノ濱由惟 北村友幸 八木澤修平                     | 2月12日        |
| 第十九話   | 撫子のかくれんぼ〜懊〜 | 川部真也                | 萬願寺千華                | 天﨑まなむ 安達祐輔 山村俊了 清水勝祐 飯飼一幸 西川真人 Triple A                                                                                                   | 天﨑まなむ                                         | 2月19日        |
| 第二十話   | 撫子のかくれんぼ〜惹〜 | 斎藤哲人                | 白石道太                  | スタジオマスケット 本田創一 重藤聡太 山村俊了 Mixemirai Triple A                                                                                                   | 西田美弥子 中山和子 天﨑まなむ 八木澤修平 青野厚司 | 2月26日        |
| 第二十一話 | 白日の逃げ水〜異〜     | 松園公                  | 渡辺正彦                  | 本田創一 重藤聡太 飯飼一幸 清水勝祐 西川真人 aXisRae Mixemirai グレーン Triple A                                                                                   | 野田康行 八木澤修平 天﨑まなむ                     | 3月5日         |
| 第二十二話 | 白日の逃げ水〜想〜     | ボブ白旗                | 吉田俊司                  | 山村俊了 上西麻耶 牛ノ濱由惟 aXisRae 重松しんいち 亀田朋幸 陳凱馳 王力 ZEEN 王火龙 丘                                                                              | 天﨑まなむ 牛ノ濱由惟                              | 3月12日        |
| 第二十三話 | 白日の逃げ水〜結〜     | 松園公                  | 渡辺正彦                  | 本田創一 重藤聡太 飯飼一幸 清水勝祐 西川真人 重松しんいち 山村俊了 Mixemirai 陳凱馳 棒冰 王火龙 赵二虎 丘 PH-722                                                   | 八木澤修平 西田美弥子                              | 3月19日        |
| 第二十四話 | 甘神さんちの縁結び     | ボブ白旗 斎藤哲人       | 安川央里                  | 上西麻耶 重松しんいち 亀田朋幸 安達祐輔 山村俊了 aXisRae 萩原正人 清水勝祐 阿肆 ZEEN 棒冰                                                                          | 飯塚晴子 野田康行 天﨑まなむ 牛ノ濱由惟 中山和子   | 3月26日        |

### 放送局
| 放送期間                       | 放送時間                     | 放送局              | 対象地域                                                    | 備考                                            |
| ------------------------------ | ---------------------------- | ------------------- | ----------------------------------------------------------- | ----------------------------------------------- |
| 2024年10月2日 - 2025年3月26日  | 水曜 0:00 - 0:30（火曜深夜） | テレビ東京系列全6局 | 北海道・関東広域圏・愛知県・ 大阪府・岡山県・香川県・福岡県 | 字幕放送                                        |
|                                |                              | BS日テレ            | 日本全域                                                    | 製作参加 / BS/BS4K放送 / 『アニメにむちゅ～』枠 |
| 2024年10月10日 - 2025年3月27日 | 木曜 21:30 - 22:00           | AT-X                | 日本全域                                                    | CS放送 / 字幕放送 / リピート放送あり            |

| 配信開始日    | 配信時間                   | 配信サイト |
| ------------- | -------------------------- | --- |
| 2024年10月2日 | 水曜 0:00（火曜深夜） 更新 | Amazon Prime Video |
| 2024年10月7日 | 月曜 0:00（日曜深夜） 更新 | dアニメストア U-NEXT ABEMA AnimeFesta アニメ放題 アニメタイムズ auスマートパスプレミアム バンダイチャンネル DMM TV FOD HAPPY!動画 Hulu J:COM STREAM Lemino milplus ニコニコチャンネル ニコニコ生放送 TELASA クランクイン!ビデオ ふらっと動画（ネットカフェ） |

### BD
| 巻 | 発売日        | 収録話          | 規格品番   |
| -- | ------------- | --------------- | ---------- |
| 1  | 2025年1月22日 | 第1話 - 第3話   | KIXA-90985 |
| 2  | 2025年2月26日 | 第4話 - 第6話   | KIXA-90986 |
| 3  | 2025年3月26日 | 第7話 - 第9話   | KIXA-90987 |
| 4  | 2025年4月23日 | 第10話 - 第12話 | KIXA-90988 |
| 5  | 2025年5月21日 | 第13話 - 第15話 | KIXA-90989 |
| 6  | 2025年6月25日 | 第16話 - 第18話 | KIXA-90990 |
| 7  | 2025年7月23日 | 第19話 - 第21話 | KIXA-90991 |
| 8  | 2025年8月20日 | 第22話 - 第24話 | KIXA-90992 |

### CD
| -   | 発売日         | タイトル       | 規格品番  | 備考 |
| --- | -------------- | -------------- | --------- | ---- |
| 1st | 2024年11月20日 | 君に恋を結んで | KICA-2628 |      |
| 2nd | 2025年3月19日  | Pray Pray Pray | KICA-2629 |      |

### Webラジオ
『甘神さんちの縁結び 猫と紡ぐラジオ』のタイトルで、2024年9月29日からインターネットラジオステーション「音泉」にて配信中。略称は「ミコラジ」。パーソナリティは甘神夕奈役の本渡楓が担当する。
2025年2月23日には東京・サイエンスホールにて公開録音イベントが開催予定。
ゲスト
- 第1回（9月29日）上坂すみれ（甘神夜重役）、若山詩音（甘神朝姫役）
- 第2回・第6回（10月13日・12月8日）上坂すみれ
- 第3回・第5回（10月27日・11月24日）若山詩音
- 第4回（11月10日）安済知佳（鶴山白日役）
- 第7回（12月22日）伊藤彩沙（梅ノ木みつ子役）

### コラボレーション
カラオケの鉄人
2024年10月9日から11月24日にかけて、池袋東口店、秋葉原昭和通り口店、コラボミックス大阪なんば店にてコラボメニューやオリジナルグッズを販売した。
南丹市
下記のキャンペーンを実施した。
#2024年9月21日、22日の京都国際マンガ・アニメフェア2024のKING AMUSEMENT CREATIVEブース内、甘神神社に協賛した。
#発行しているガイドブックを本作とコラボした仕様に変更している。
#ふるさと納税の返礼品に本作とコラボしたグッズを2024年12月24日から2025年1月31日まで期間限定で展開した。
| テレビ東京系列 水曜 0:00 - 0:30（火曜深夜）                                                            | テレビ東京系列 水曜 0:00 - 0:30（火曜深夜）          | テレビ東京系列 水曜 0:00 - 0:30（火曜深夜）          |
| 前番組                                                                                                 | 番組名                                               | 次番組                                               |
| --- | ---------------------------------------------------- | ---------------------------------------------------- |
| モノノ怪 （2024年7月10日 - 9月25日） - ※実質再放送 - ※本放送はフジテレビ『ノイタミナ』枠ほかにて実施。 | 甘神さんちの縁結び （2024年10月2日 - 2025年3月26日） | ボールパークでつかまえて! （2025年4月2日 - 6月18日） |

### ユニットメンバー
1. 1 2  甘神夜重（上坂すみれ）、甘神夕奈（本渡楓）、甘神朝姫（若山詩音）